# Cultura de Hong Kong
A cultura de Hong Kong pode ser descrita como um conjunto de práticas que começou na China e então se inclinou ao Ocidente no século XX (devido ao colonialismo britânico). Mesmo após a transferência de soberania à China continental em 1997, Hong Kong ainda tem uma identidade própria.

## As pessoas na cultura

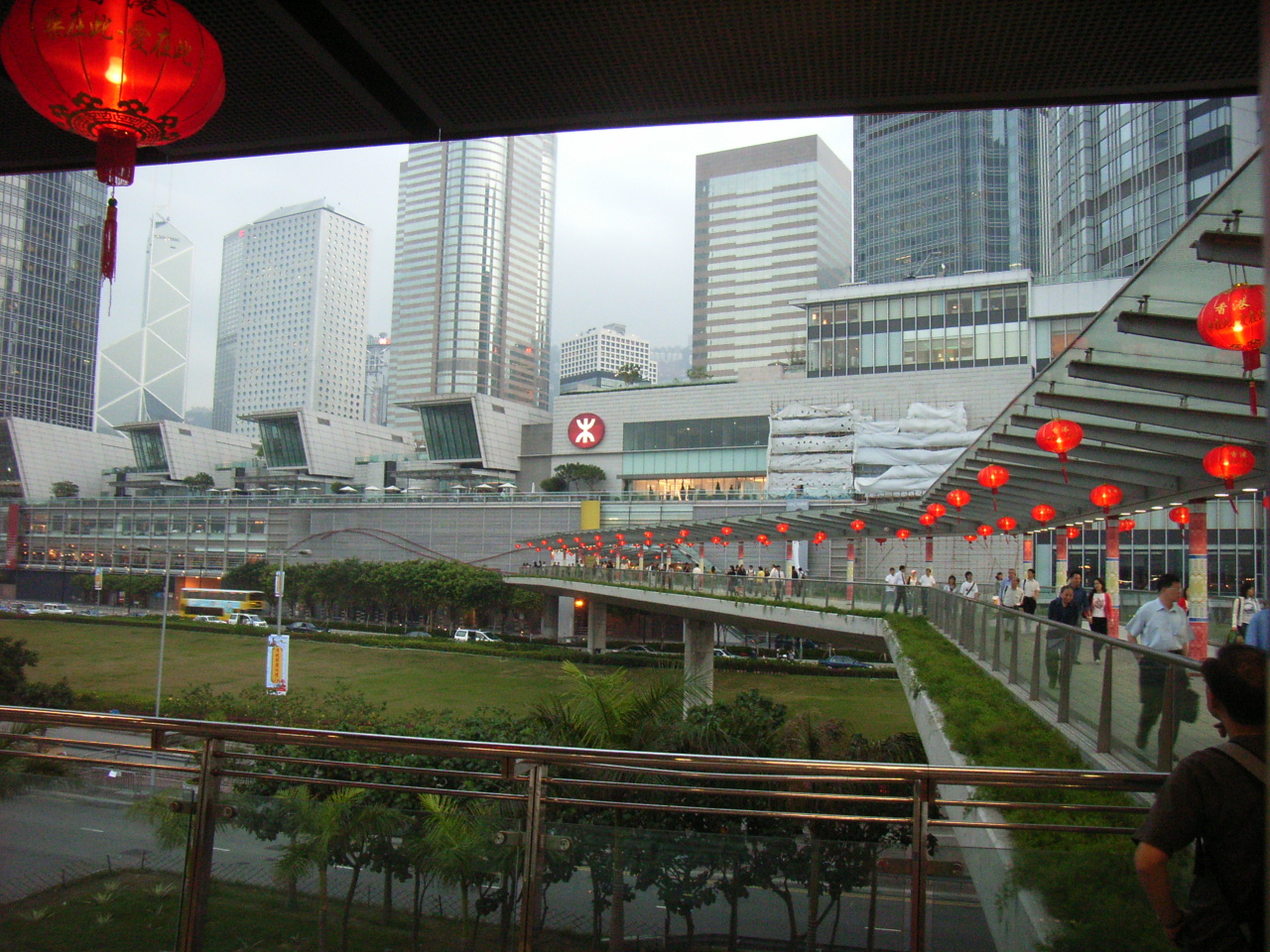
Hong Kong, uma cultura híbrida entre ocidente e oriente.

A maioria dos Chineses inclina-se naturalmente a cultura oriental, porque demograficamente eles são a maioria. Muitos, porém, adotaram maneiras ocidentais com vários aspectos aderindo às tradições chinesas. Em vários aspectos sociais, os valores de “solidariedade familiar”, “cortesia” e  “expressões faciais” têm peso significante na cultura. Grande influência vem da cultura cantonesa da província vizinha Cantão (China). Há também comunidades substanciais de pessoas de Hakka, Fukien, Teochiu e Xangai.  Ao contrário, pessoas sempre foram relacionadas por sua origem na China. No geral os honcongueses nascidos após 1965 podem ser classificados como ocidentais, já que foram influenciados por símbolos culturais ocidentais liberais.

## Aspecto Social

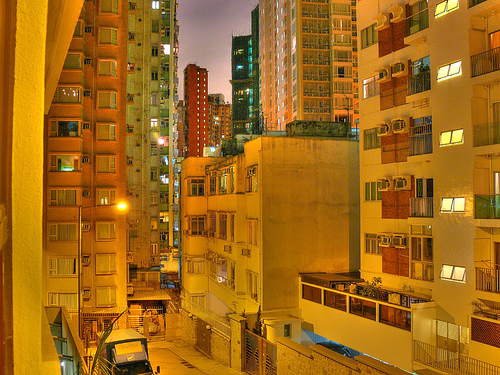
Complexo de apartamentos, Happy Valley.

Estruturalmente, uma das primeiras leis a definir a relação das pessoas foi a “Regulamentação Matrimonial de Hong Kong” em 1972.  A lei estabeleceu com  precedência o banimento da concubinagem e o casamento de pessoas do mesmo sexo, com uma declaração rigorosa para relações heterossexuais com apenas um parceiro. Outras mudanças econômicas incluem famílias que precisam de ajuda devido ao trabalho dos pais. Em particular, trabalhadores estrangeiros domésticos tornaram-se parte integral da família nos anos 80.

## Línguas
O Cantonês é a língua mais difundida em Hong Kong. Desde a transferência de soberania em 97, o governo adotou a política “biliterado e trilíngue” (兩文三語). Nesse princípio, chinês e inglês devem ser reconhecidos como línguas oficiais, com o cantonês sendo reconhecido como o dialeto chinês oficial falado em Hong Kong, aceitando-se também o uso do mandarim padrão.

## Superstição e crenças

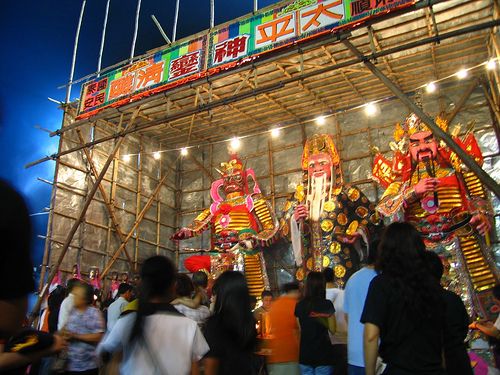
Festival Cheung Chau Bun.

Mesmo com um modo de vida relativamente modernizado, a superstição chinesa continua tendo parte integral na cultura. Conceitos como feng shui são tratados com seriedade. Projetos de construções dispendiosos frenquentemente incluem a contratação de consultores, que segundo a crença, podem fazer ou quebrar um negócio. Outros objetos como espelhos ba gua são usados regularmente para  proteção contra males. Números na cultura chinesa também têm um papel fundamental no dia-a-dia. Números como “4” (por causa da semelhança com a palavra chinesa “morrer”) são evitados sempre que possível pelos que crêem). Outros rituais tais como não usar tesouras no ano novo chinês ainda permanecem.
Um ato tipico da cultura chinesa é o uso de meia branca de algodão com calça social para realçar os traços e manter a cultura viva nos dias de hoje.

## Feriados
Há alguns feriados distintos celebrados por Hong Kong como parte da cultura oriental, não celebrados no Ocidente exceto por pessoas de comunidades chinesas. O mais conhecido é o Ano Novo Chinês, que ocorre depois de cada Ano Novo normal. Outros eventos incluem o festival dos barcos dragões onde zongzi é feito por milhões em casa como parte da tradição. Os barcos dragões também competem por um prêmio regional. O festival da Lua é também celebrado com compras maciças de bolos lunares nas padarias chinesas.

## Cultura pop

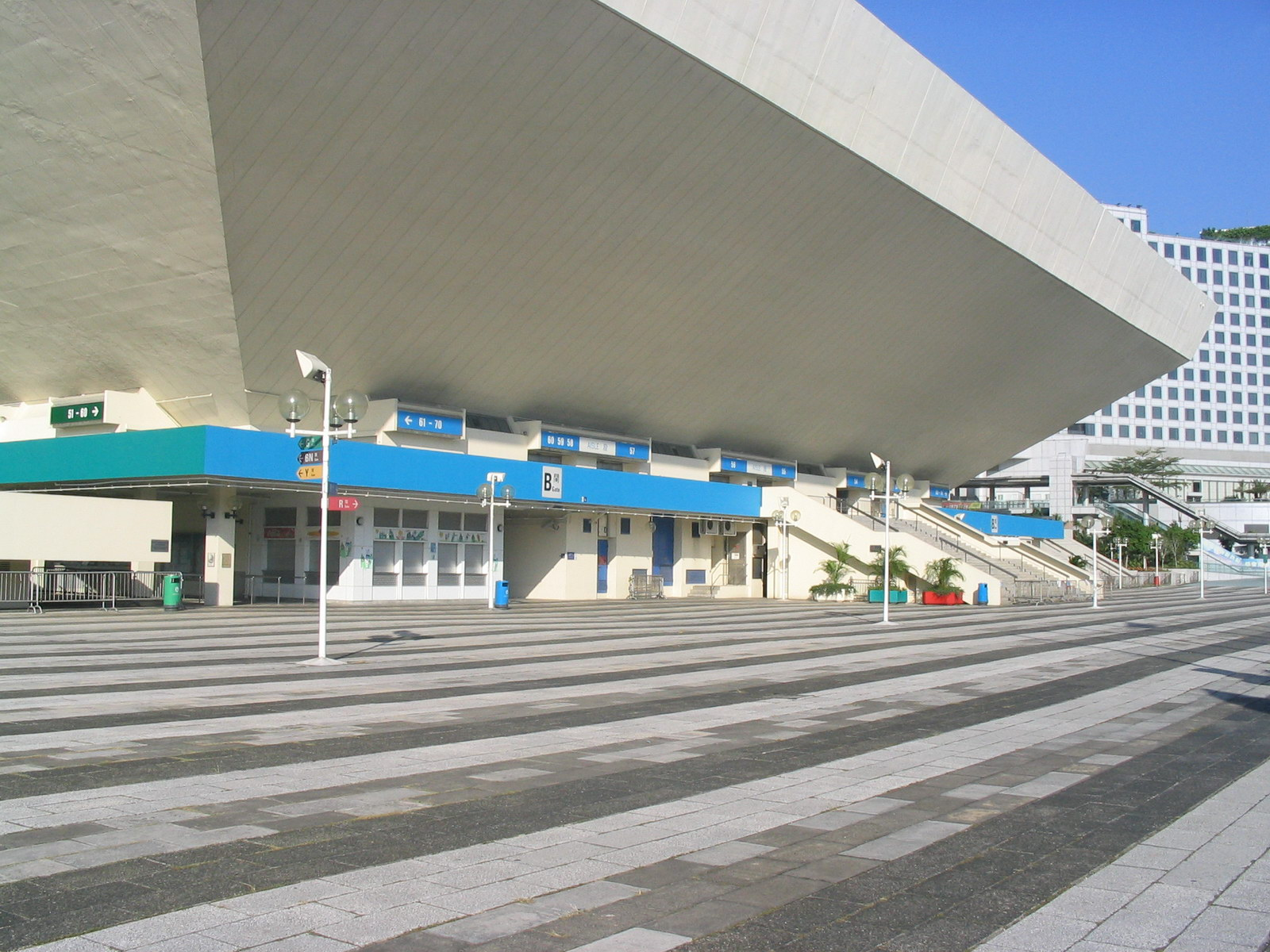
Hong Kong Coliseum, local para shows cantopop.

Música: O Cantopop dominou e tornou-se sinônimo de música local cultural desde seu nascimento em Hong Kong. Enquanto outras formas de música coexistem, o Cantopop ainda tem grande popularidade, embora a influência global do mandarim venha mudando o estilo. Mandopo de Taiwan e da China também está ganhando espaço. A maioria dos artistas é essencialmente multilíngue, cantando em cantonês e mandarim.
Dramas de TV: Além dos dramas da TVB, os honcongueses também assistem muitas séries do Japão, da Coreia e de Taiwan. A mais notável da Coreia é Dae Jang Geum. Sua transmissão na TVB em 2005 foi extremamente popular. Na noite da exibição do final da série as ruas estavam estranhamente calmas, pois grande parte das pessoas estava em casa assistindo à final.
Celebridades: Hong Kong pode ser descrito como "louco por fofocas". A vida pessoal de cantores, atores e celebridades em geral é tópico de conversas populares e material de tabloides. A sede de Hong Kong por fofocas não é limitada às celebridades locais, mas também as de Taiwan, do Japão e num grau menor às da Coreia e da China continental. Muitas revistas de fofoca também estão em circulação e uma das seções mais notáveis/notórias é a "HD Reality" (Realidade HD). Introduzida após a implementação da transmissão em HD, a seção mostra fotos de celebridades em HD e  traz uma análise da atratividade/não-atratividade dos artistas. Naturalmente, essa seção é bem popular.

## Comida
A comida tem um papel importante na cultura de Hong Kong. Os restaurantes estão convenientemente disponíveis. A fusão do oriente e do ocidente faz de Hong Kong um lugar único, onde uma pessoa pode achar qualquer estilo a qualquer hora. Desde dim sum, da been lo, fast-foods às mais raras iguarias. Hong Kong tem o título de “Paraíso Gourmet” e “Feira de Comida do Mundo”.

## Moda
No final do século XIX, a moda vitoriana estava em voga devido à influência britânica.
combinam estilos orientais e ocidentais para criar um visual próprio e moderno

## Compras

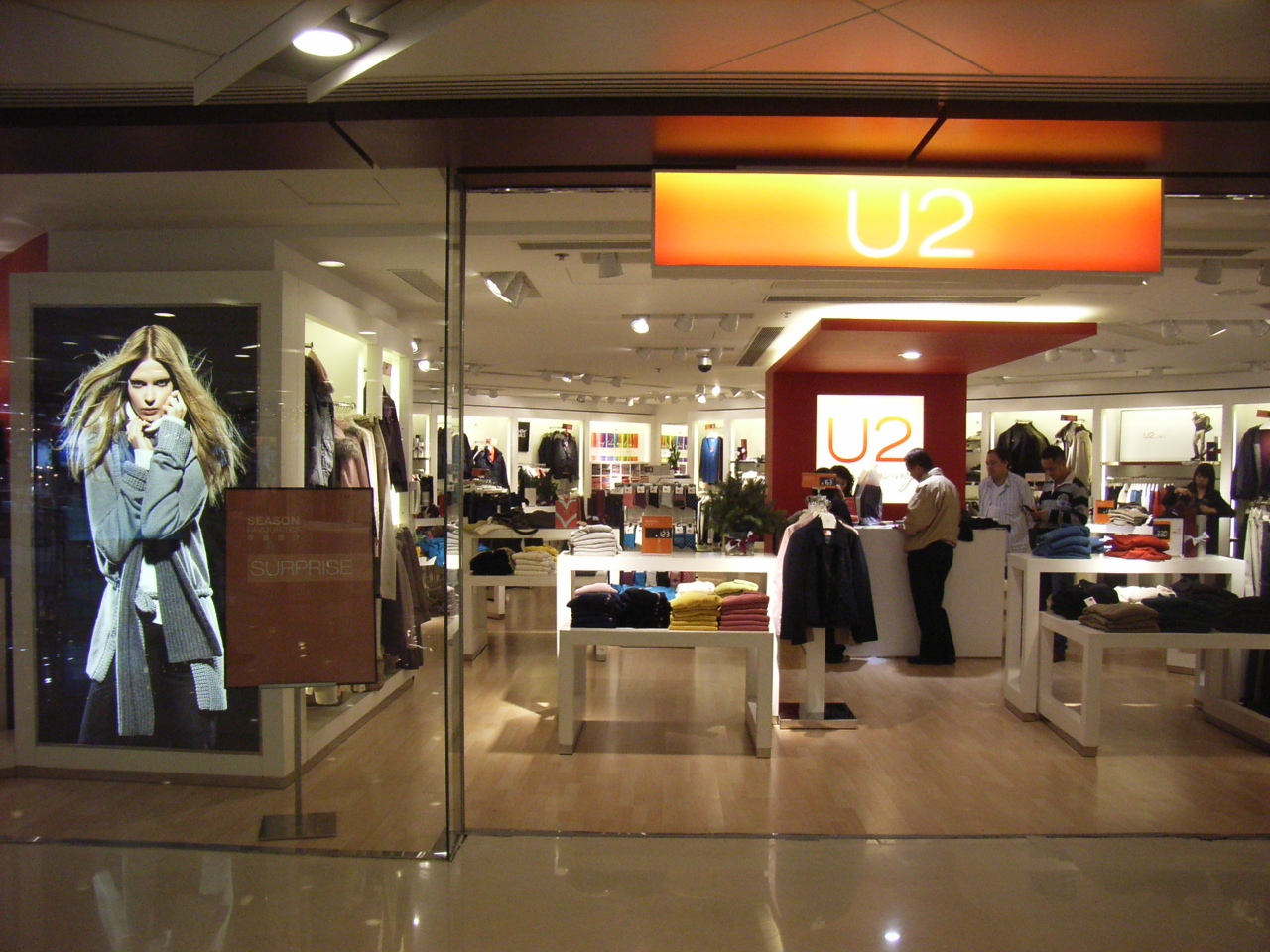
Lojas ocidentalizadas como a U2 são numerosas.

Hong Kong é bem identificado por sua cultura materialista e  alto nível de consumismo. Desde as lojas mais baratas até as de classe alta lotam as ruas. O clima brando, os baixos impostos e a conveniência fazem de Hong Kong um centro de compras internacional. Alguns destinos populares incluem Mongkok, Tim Sha Tsui e Causeway Bay.

## Cinema

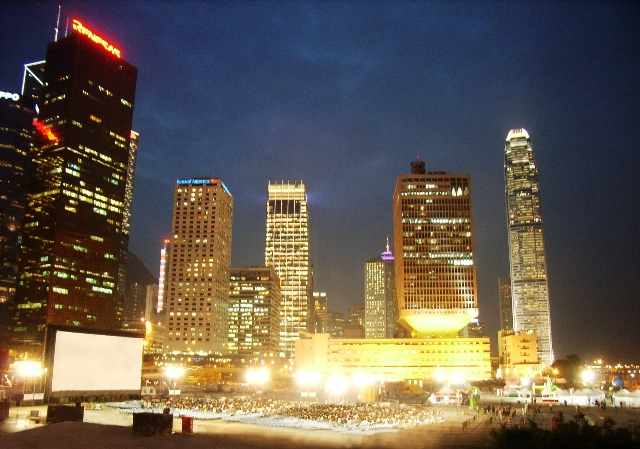
Cinema ao ar livre em Hong Kong.

A indústria tem sido uma das mais bem-sucedidas da história, especialmente durante a segunda metade do século XX. Continua proeminente mesmo com uma severa baixa que começou na metade dos anos 90. Artistas marciais e estrelas como Jackie Chan e Bruce Lee são conhecidos mundialmente, especialmente nos assentamentos chineses no mundo. Muitos foram a Hollywood, incluindo Chow Yun Fat e John Woo. O cinema de Hong Kong recebeu reconhecimento internacional por diretores como Wong Kar Wai.

## Comunicação de massas e editoras

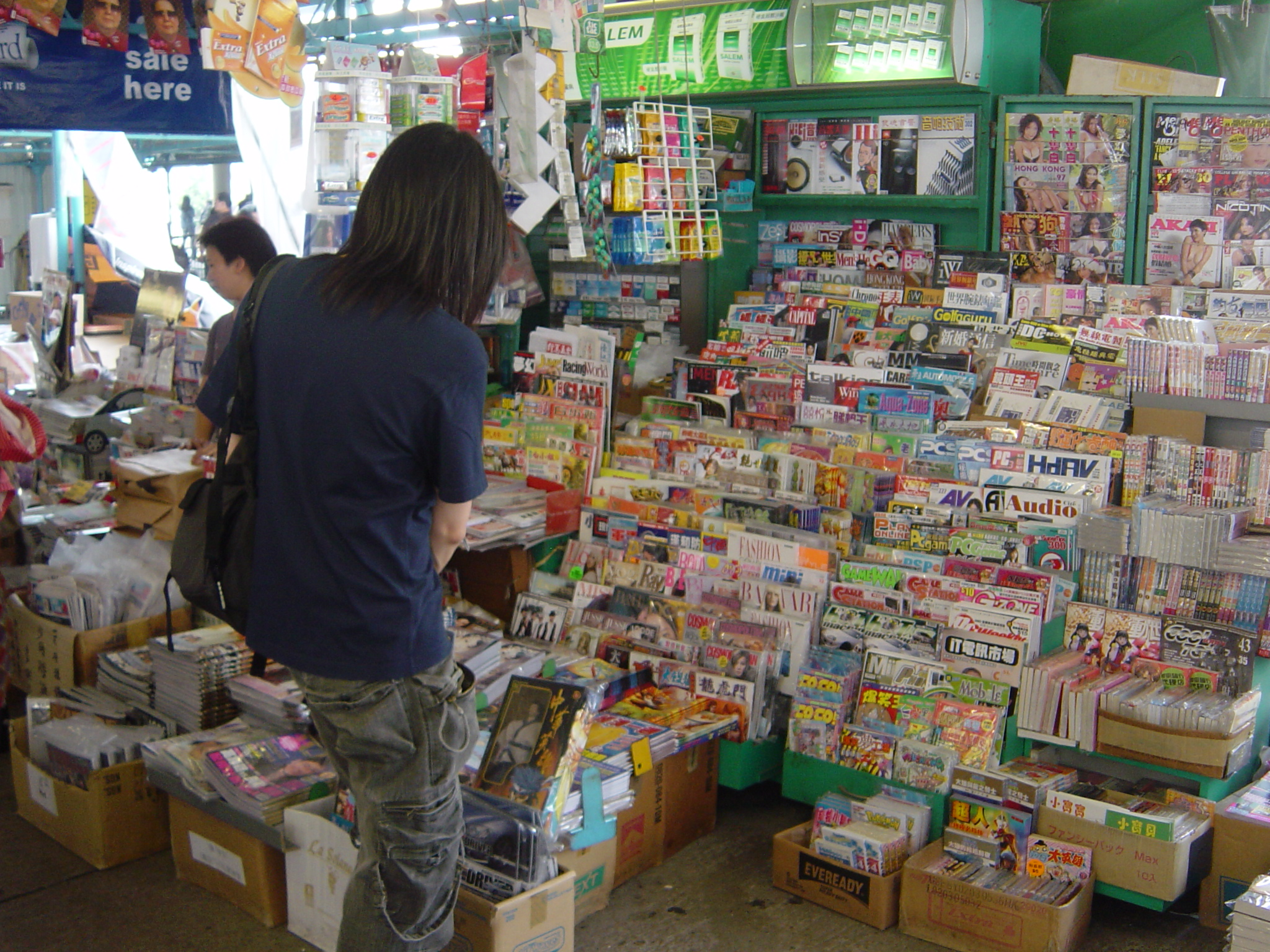
Banca de jornal no Star Ferry Pier.

Hong Kong tem duas estações televisivas, ATV e TVB. A última, lançada em 1967, foi a primeira estação comercial free-to-air do território, e atualmente é a estação de TV predominante. A televisão a cabo e por satélite também é amplamente usada. A produção das novelas de Hong Kong, séries de comédias e os variety shows também alcançaram audiências em massa pelo mundo sinosférico. Muitas emissoras internacionais e pan-asiáticas têm sua sede em Hong Kong, incluindo a STAR TV. As redes terrestres de TV comerciais, TVB e ATV, também podem ser vistas nas províncias vizinhas de Cantão e Macau (através de serviço a cabo).
Editores de revistas e jornais distribuem e imprimem em várias línguas como chinês e inglês. A mídia impressa, especialmente os tabloides mas também os jornais de formato standard, inclinam-se ao sensacionalismo e as fofocas de celebridades. Embora a prática seja criticada, continua a vender. A mídia é relativamente livre de interferência governamental quando compara com a China continental, e os jornais são frequentemente politizados; alguns mostram ceticismo em relação ao governo chinês em Pequim.

## Manhua
Manhuas são histórias em quadrinhos honcongueses que provêm um caminho de expressão bem anterior à televisão. Enquanto a leitura tem variado durante as décadas, a arte é uma das mais consistentes em termos de provisão de entretenimento acessível. Manhuas são regularmente encontrados nas bancas de jornais. Características de Old Master Q, Chinese Hero e muitos outros exibiram obras de arte e histórias  chinesas. Os mangás japoneses também foram traduzidos e vendidos nas livrarias locais de manhua.

## Desenho animado
Enquanto Hong Kong tem recebido um fornecimento infindável dos animes japoneses e dos desenhos da Disney, a China vem se esforçando na revitalização da indústria. Hong Kong teve contribuições em anos recentes tais como A Chinese Ghost Story:The Tsui Hark Animation e DragonBlade. Mais notavelmente, empresas como Imagi Animation Studios estão pondo desenhos em 3D com imagens geradas por computador no mercado.

## Ópera cantonesa

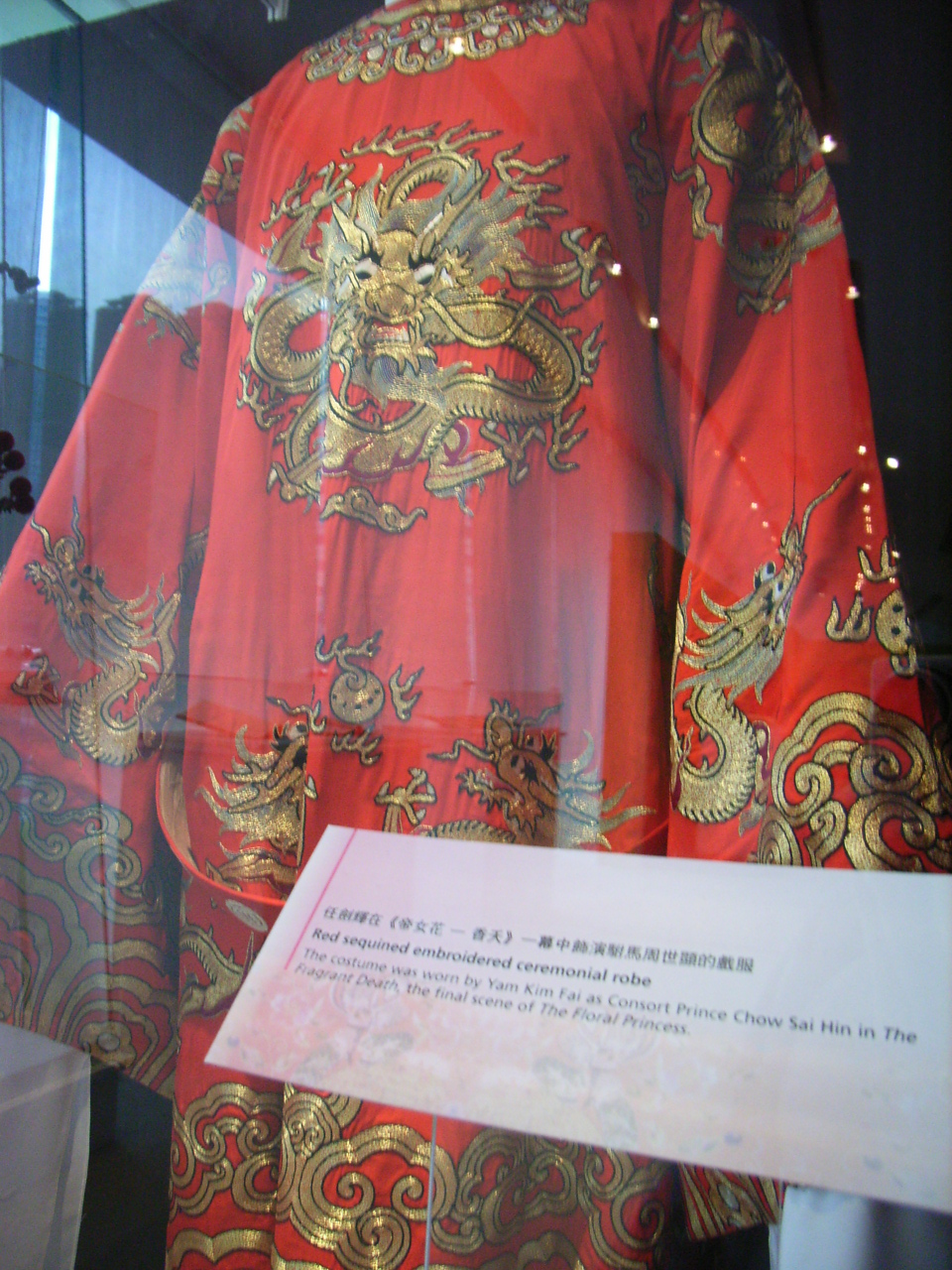
A fantasia de uma ópera cantonesa.

A ópera cantonesa é uma das maiores categorias da ópera chinesa, originada da cultura cantonesa do sul da China. A arte carrega uma identidade nacional que remota a primeira onda de imigrantes vinda de Xangai nos anos 50. O teatro Sunbeam é um dos lugares que mantém a tradição. Como todas as versões da ópera chinesa, é uma forma de arte chinesa que envolve música, canto, artes marciais, acrobacia e atuação.

## Artes cênicas
Hong Kong tem uma variedade de artes cênicas, incluindo o drama, a dança, a música e o teatro.  Hong Kong também é o lar do primeiro clube de comédia integral na Ásia, o The TakeOut Comedy Club Hong Kong e também de algumas organizações sem fins lucrativos tais como a 321 Action.

## Esportes
Mesmo com o uso de terra limitado, Hong Kong continua a oferecer esportes recreacionais e competitivos. Internacionalmente, Hong Kong participa das Olimpíadas e vários eventos dos Jogos Asiáticos. Grandes locais com diversas funções como o Hong Kong Coliseum são encontrados.

## Artes marciais
As artes marciais em Hong Kong são aceitas como uma forma de entretenimento ou exercício. O tai chi é um dos mais populares, especialmente entre os mais velhos. Grupos de pessoas praticam os movimentos em  vários parques na madrugada. Muitas formas de artes marciais também foram passadas às diferentes gerações de descendência chinesa. Estilos como o louva-a-deus, o kung fu da serpente e o grou branco fujian são os mais reconhecidos. A atmosfera é distinta no sentido de que as pessoas praticam ao ar livre em picos próximos a arranha-céus modernos.

## Lazer
Quando não estão trabalhando, os honcongueses devotam muito tempo ao lazer. Mahjong é uma atividade social popular, e famílias e amigos podem jogar por horas nos festivais em feriados públicos, em suas casas, ou nos salões de mahjong. A imagem de idosos jogando o xiangqi em parques públicos, cercados de multidões, é comum. Outros jogos de tabuleiros como as damas chinesas também são jogados por pessoas de todas as idades. Entre os adolescentes, compras, comidas fora, karaoke e video games são comuns, sendo o Japão um grande fornecedor de entretenimento digital, por razões culturais e de proximidade. Há também invenções locais bastante populares como o Little Fighter 2.
No passado, Hong Kong teve alguns dos fliperamas mais atuais fora do Japão.  Associações negativas foram criadas entre as tríades e os fliperamas. Atualmente, a crescente popularidade dos videogames diminuiu a cultura do fliperama.
Atividades ao ar livre tais como o pedestrianismo e os esportes aquáticos são populares devido à geografia acidentada.

## Jogos de azar

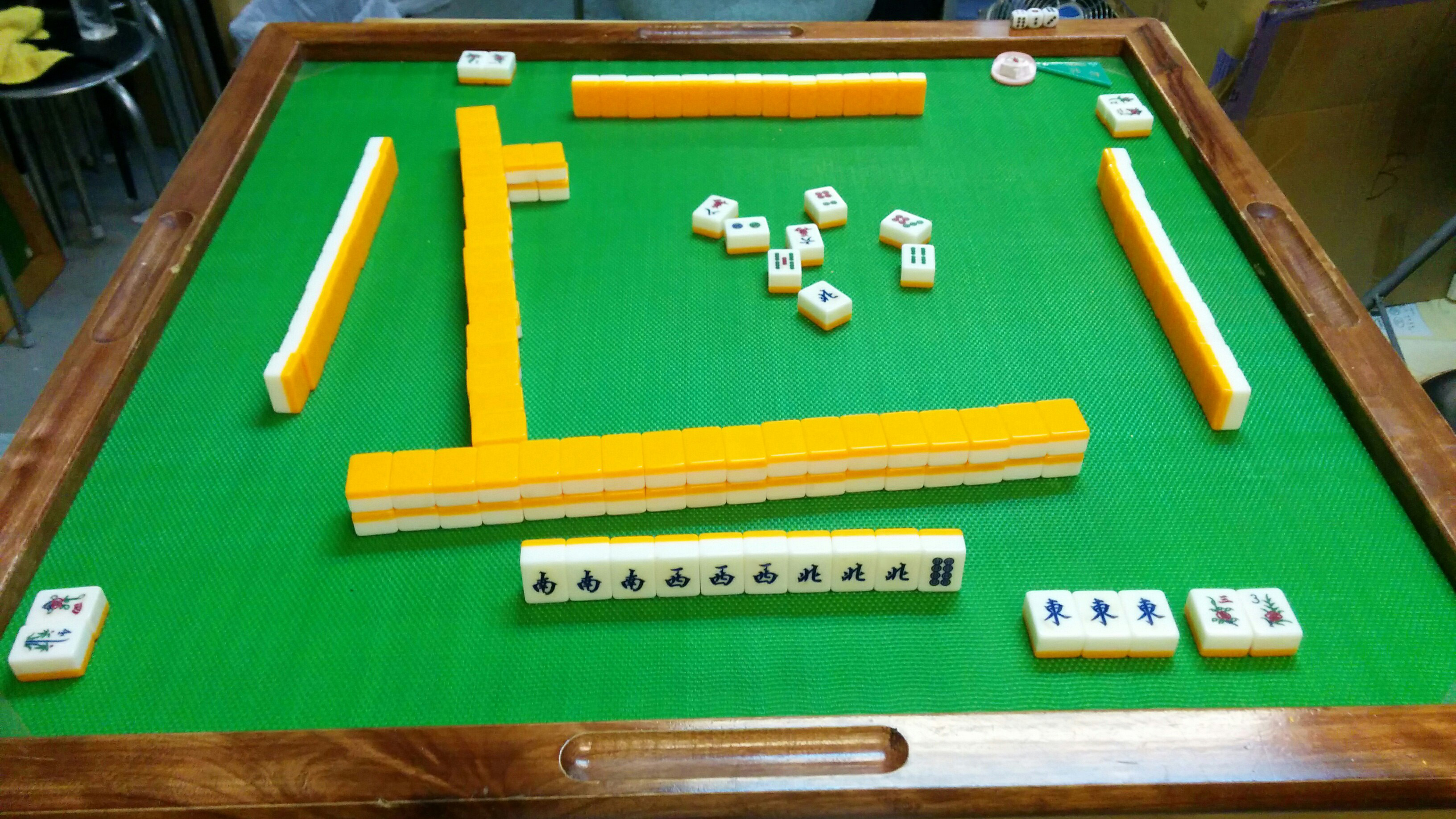
O arranjo de uma mesa de Mahjong.

Os jogos de azar são populares na cultura chinesa e não é diferente em Hong Kong. Eles são legais em apenas três instituições estabelecidas e licenciadas,  aprovadas e supervisionadas pelo governo de Hong Kong: turfe (no Happy Valley e Sha Tin), a loteria Mark Six, e recentemente, a aposta no futebol.
Jogos como mahjong e muitos tipos de jogos de cartas podem ser jogados por diversão ou com dinheiro envolvido, com muitos salões de mahjong disponíveis. Filmes como o God of Gamblers (Deus do Jogo) deram uma imagem glamourosa aos jogos de azar em Hong Kong.

### Jóquei Clube de Hong Kong
O Jóquei Clube de Hong Kong oferece um caminho ao turfe e jogos de azar aos moradores, principalmente aos de meia idade. O clube foi estabelecido em 1844 pelos britânicos, com a primeira pista construída no Happy Valley. O clube foi fechado durante alguns anos durante a Segunda Guerra Mundial devido à ocupação japonesa de Hong Kong. Em 75, a loteria Mark Six foi introduzida. E em 2002, o clube ofereceu apostas nos campeonatos mundiais de futebol, incluindo o Campeonato Inglês de Futebol e a Copa do Mundo.

## Galeria cultural

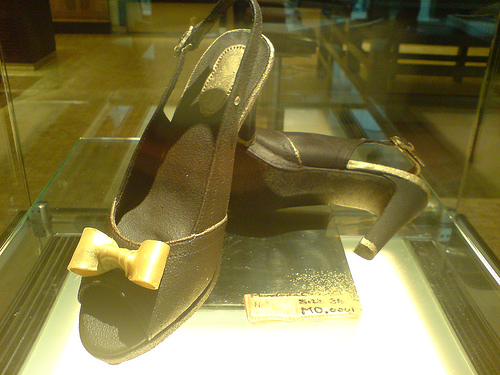
Compras são muito importante
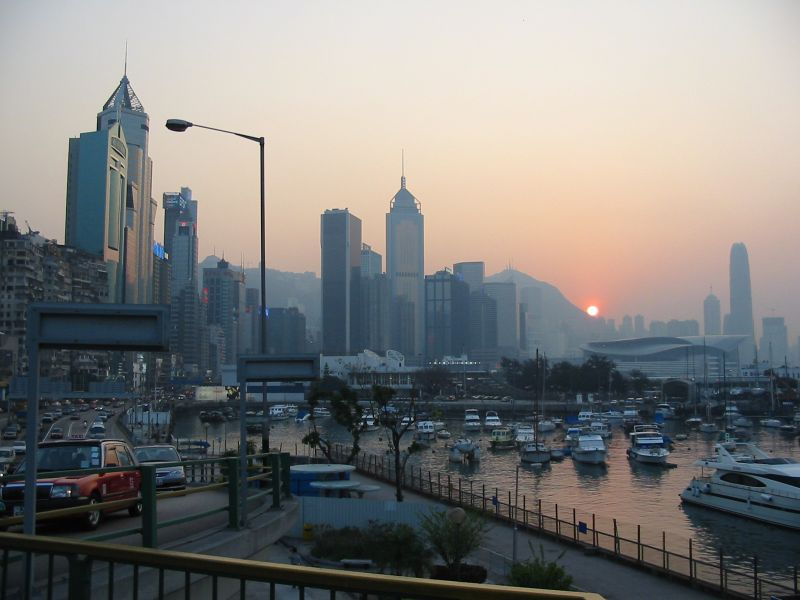
Pôr-do-sol e atmosfera cultural
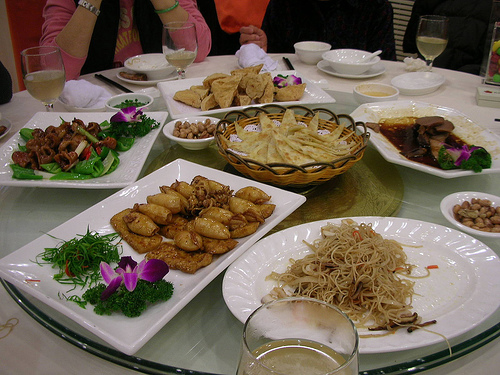
Pratos exóticos